# Konstancja (Niemcy)
Konstancja (niem. Konstanz, [kɔnˈstant͡s], wymowaⓘ) – miasto powiatowe w Niemczech, w kraju związkowym Badenia-Wirtembergia, w rejencji Fryburg, w regionie Hochrhein-Bodensee, siedziba powiatu Konstancja oraz wspólnoty administracyjnej Bodanrück-Untersee. Leży nad Jeziorem Bodeńskim. Miasto uniwersyteckie, z wyższą szkołą zawodową, ważny ośrodek turystyczny. W mieście rozwinął się przemysł precyzyjny, elektrotechniczny, chemiczny oraz poligraficzny.
W mieście znajduje się stacja kolejowa.

## Położenie geograficzne
Konstancja leży nad Jeziorem Bodeńskim w miejscu, w którym wypływa z niego rzeka Ren, na granicy ze Szwajcarią. Historyczne centrum miasta znajduje się na lewym (południowym) brzegu Renu, nowsze dzielnice prawobrzeżne leżą na półwyspie Bodanrück między odnogami Jeziora Bodeńskiego Untersee i Überlinger See. W obrębie miasta znajduje się ok. 34 km linii brzegowej oraz 1,31 km² powierzchni wodnych.
Najniższy punkt miasta to poziom Jeziora Bodeńskiego (395 m n.p.m.). Najwyższy punkt miasta to Rohnhauser Hof w dzielnicy Dettingen-Wallhausen (570 m n.p.m.).

## Historia

### Średniowiecze
Od wczesnego średniowiecza (prawdopodobnie od 585 r.) do 1821 r. Konstancja była stolicą największej diecezji katolickiej na północ od Alp. Miasto leżało na szlaku handlowym z Niemiec do Włoch, dzięki czemu prężnie się rozwijało. Od 1192 do 1548 r. miało status wolnego miasta Rzeszy (niem. Reichsstadt), podlegającego bezpośrednio cesarzowi. W latach 1414–1418 odbył się tu sobór, podczas którego wybrano papieża Marcina V, kończąc tym samym wielką schizmę zachodnią. Było to jedyne w historii konklawe na północ od Alp. W trakcie soboru spalono też na stosie czeskiego reformatora Jana Husa.

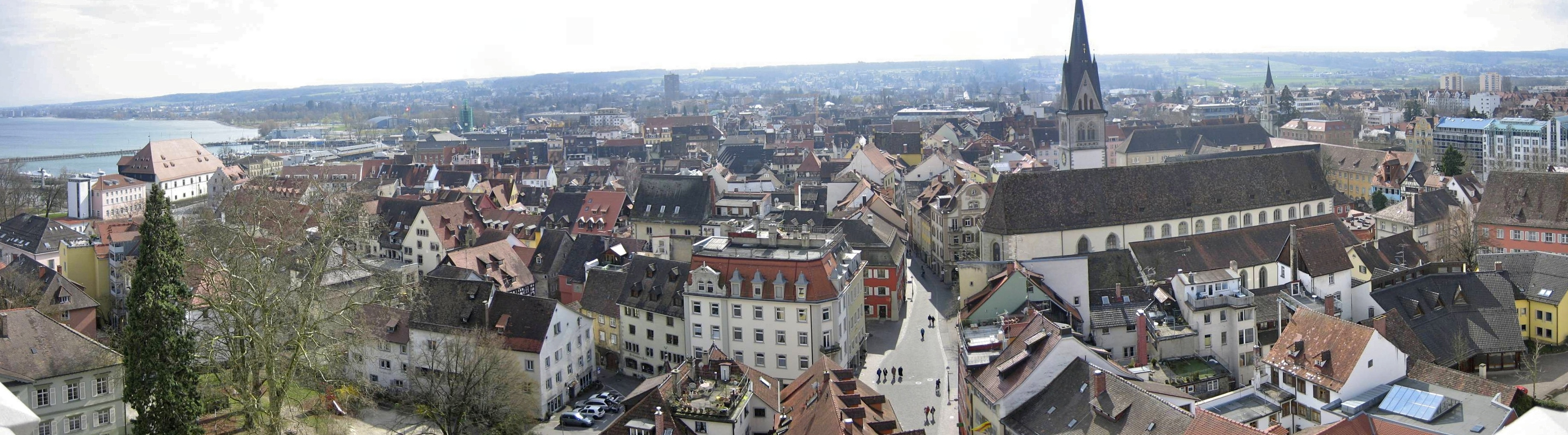
Panorama miasta

### Reformacja
W 1517 r. miasto poparło reformację i przyłączyło się do Ligi szmalkaldzkiej. W wyniku przegranej przez Ligę wojny szmalkaldzkiej Konstancja utraciła status wolnego miasta, przeszła pod panowanie austriackie i poddana została rekatolicyzacji. Podczas wojny trzydziestoletniej miasto było oblegane przez wojska szwedzkie, jednak zdołało się obronić.

### Czasy nowożytne
W czasach nowożytnych Konstancja znacznie straciła na znaczeniu. W 1806 r. miasto dostało się pod panowanie badeńskie, a w 1863 r. otrzymało dworzec kolejowy, co zapoczątkowało okres ponownego rozkwitu gospodarczego. Podczas II wojny światowej dzięki położeniu na granicy z neutralną Szwajcarią nie ucierpiało znacząco w wyniku nalotów bombowych – w odróżnieniu od wielu innych miast nad Jeziorem Bodeńskim. W 1966 r. założono tu uniwersytet, na którym studiowało w semestrze zimowym 2007/2008 ponad 9300 studentów, w tym 13,66% cudzoziemców. Od 2007 roku uniwersytet w Konstancji jest jednym z dziewięciu niemieckich „uniwersytetów elitarnych”.

## Zabytki

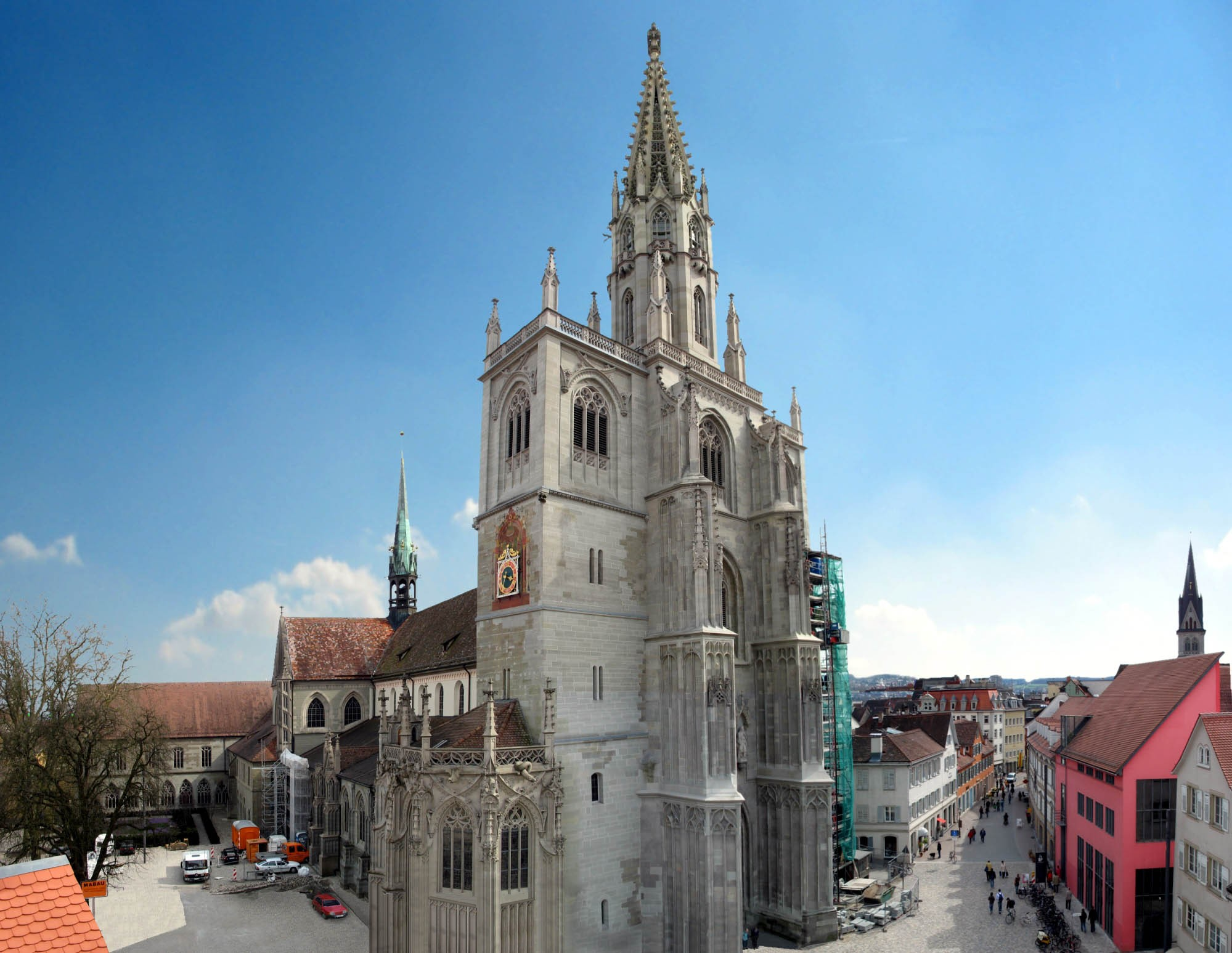
Katedra pw. NMP w Konstancji (Münster Unserer Lieben Frau)

- Katedra pw. Najświętszej Maryi Panny (Münster Unserer Lieben Frau) – pierwsza wzmianka o kościele katedralnym datuje się na ok. 780 r. Tutaj podczas soboru sądzono Jana Husa[3]. W wyniku licznych przebudów świątynia nosi znamiona różnych stylów architektonicznych: romańskiego, gotyckiego (m.in. fragment gotyckich krużganek, spiralne schody na lewo od prezbiterium[3]), barokowego i klasycystycznego (wyposażenie wnętrza). Od 1955 r. nosi tytuł bazyliki mniejszej
- Kościół św. Szczepana (Stephanskirche) – wzmiankowany po raz pierwszy w 613 r., przebudowany w XV wieku w stylu późnogotyckim
- budynek konklawe (Konzilgebäude) – wybudowany w latach 1388–1391 jako magazyn i hala targowa w porcie; miejsce wyboru Marcina V na papieża
- stary ratusz (Altes Rathaus) – wybudowany w 1484 r.
- nowy ratusz (Neues Rathaus) – wybudowany w XIV wieku, przebudowany później w stylu renesansowym
- wieże i bramy miejskie
- teatr miejski – wybudowany w 1609 r. jako kolegium jezuitów, przebudowany w latach 1789–1792
- dworzec kolejowy – wybudowany w 1863 r. w stylu neogotyckim
- najstarszy zachowany renesansowy dom na północ od Alp - Haus zur Katz[3].

## Kultura
Na terenie Konstancji działa teatr (Theater Konstanz), założony w 1607 roku  przy ówczesnym gimnazjum jezuickim – uchodzi za najstarszy wciąż czynny teatr Niemiec. W mieście swą siedzibę ma również filharmonia (Südwestdeutsche Philharmonie Konstanz) założona w 1932 roku, Krajowe Muzeum Archeologiczne (Archäologisches Landesmuseum Baden-Württemberg) oraz kilka mniejszych muzeów.
Co roku w drugą sobotę sierpnia odbywa się wielki festyn Konstanzer Seenachtfest z pokazem sztucznych ogni na Jeziorze Bodeńskim. Festyn ten cieszy się olbrzymim zainteresowaniem i odwiedza go corocznie ponad 100 tys. osób, tj. więcej niż miasto ma mieszkańców.

## Współpraca
Miejscowości partnerskie:
- Francja: Fontainebleau, od 1960
- Włochy: Lodi, od 1986
- Serbia: Pančevo
- Wielka Brytania: Richmond upon Thames, od 1983
- Chiny: Suzhou, od 2007
- Czechy: Tabor, od 1984

## Konsulat RP
W 2023 w Konstancji utworzono Konsulat Honorowy RP. Funkcję konsula honorowego Polski sprawuje Gideon Nissenbaum, przedsiębiorca branży spirytusowej i działacz na rzecz dziedzictwa żydowskiego w Polsce, prezes Fundacji Rodziny Nissenbaumów.

## Galeria

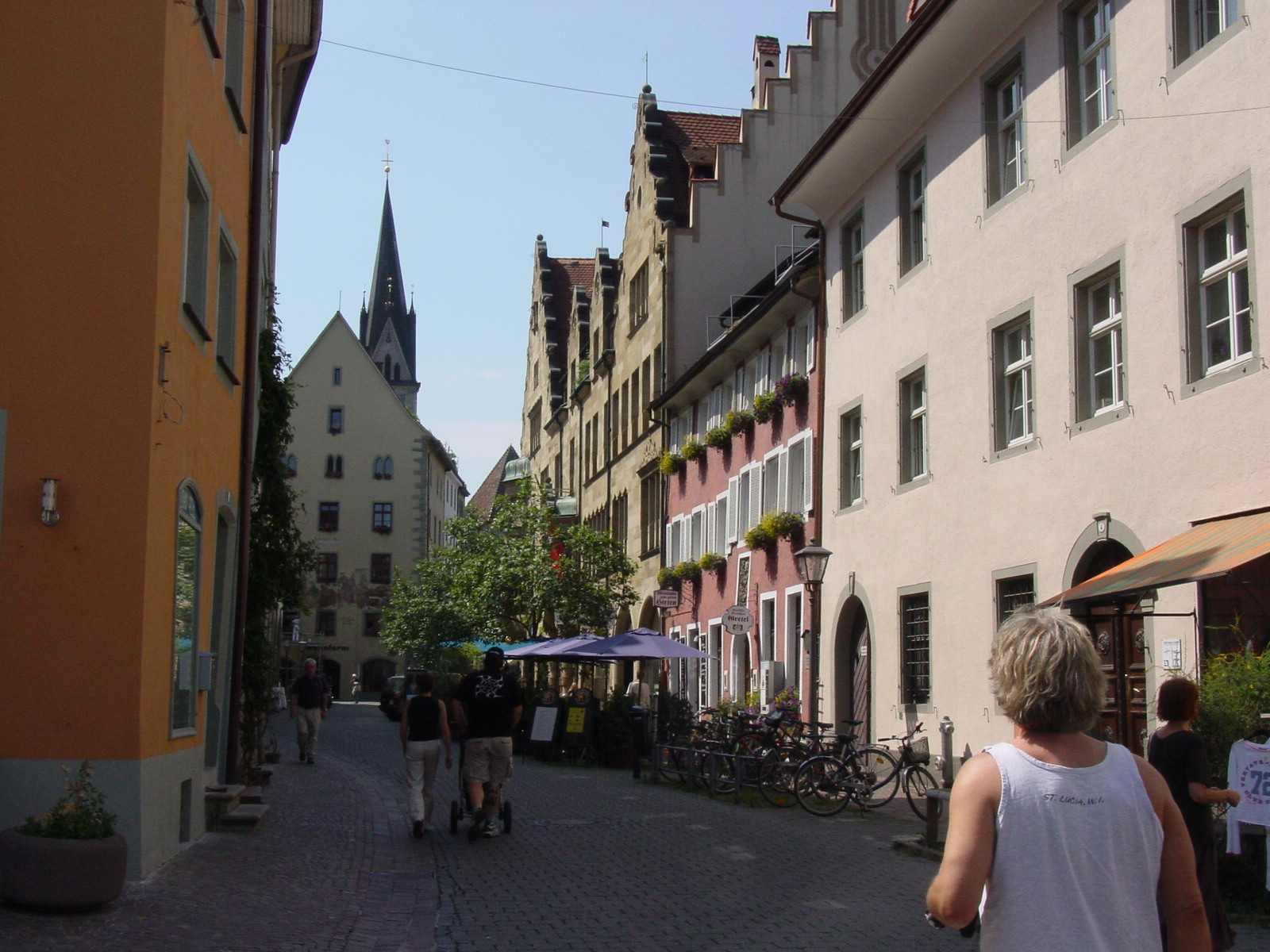
Stare miasto
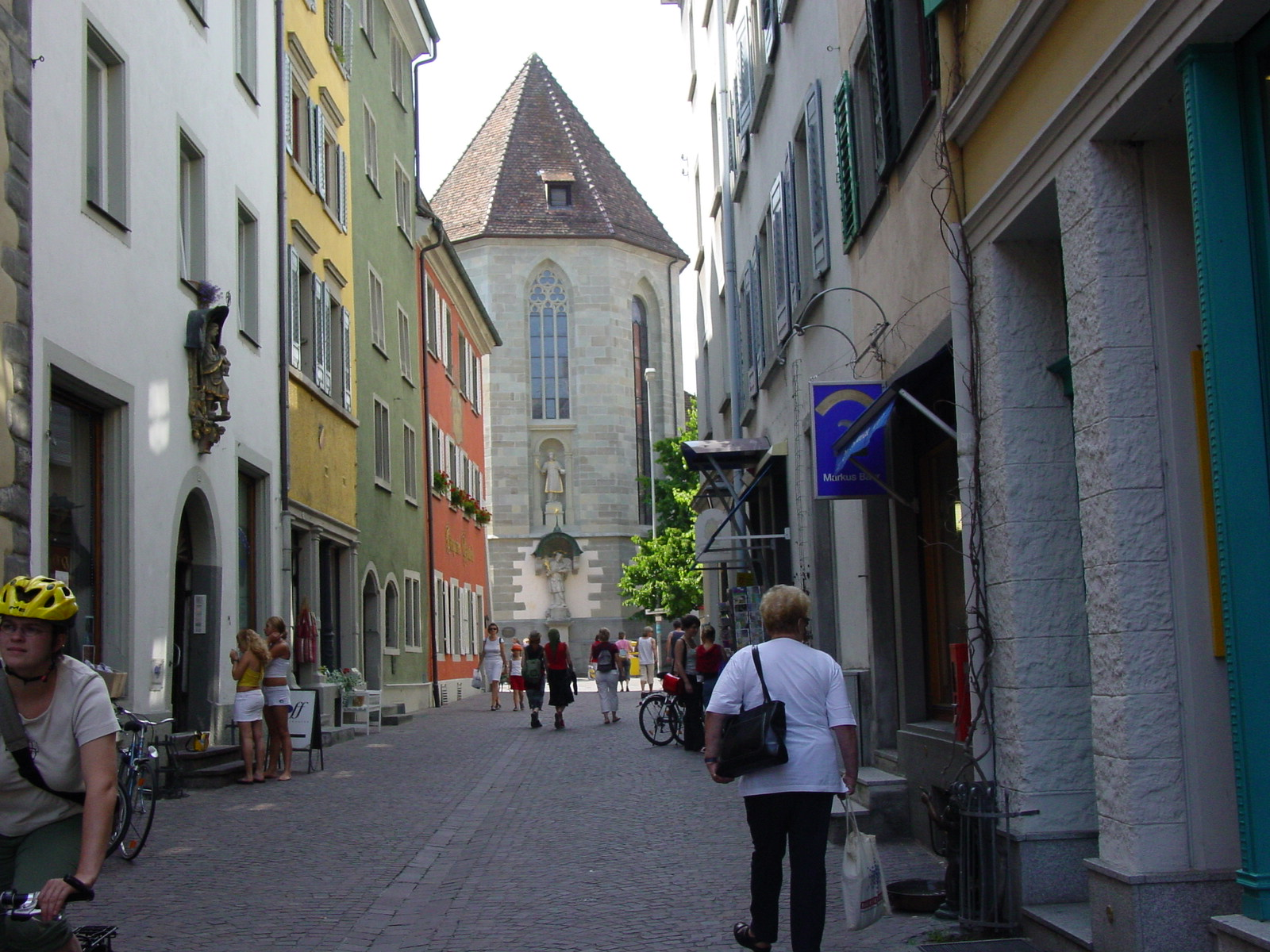
Apsyda kościoła św. Szczepana (Stephanskirche)
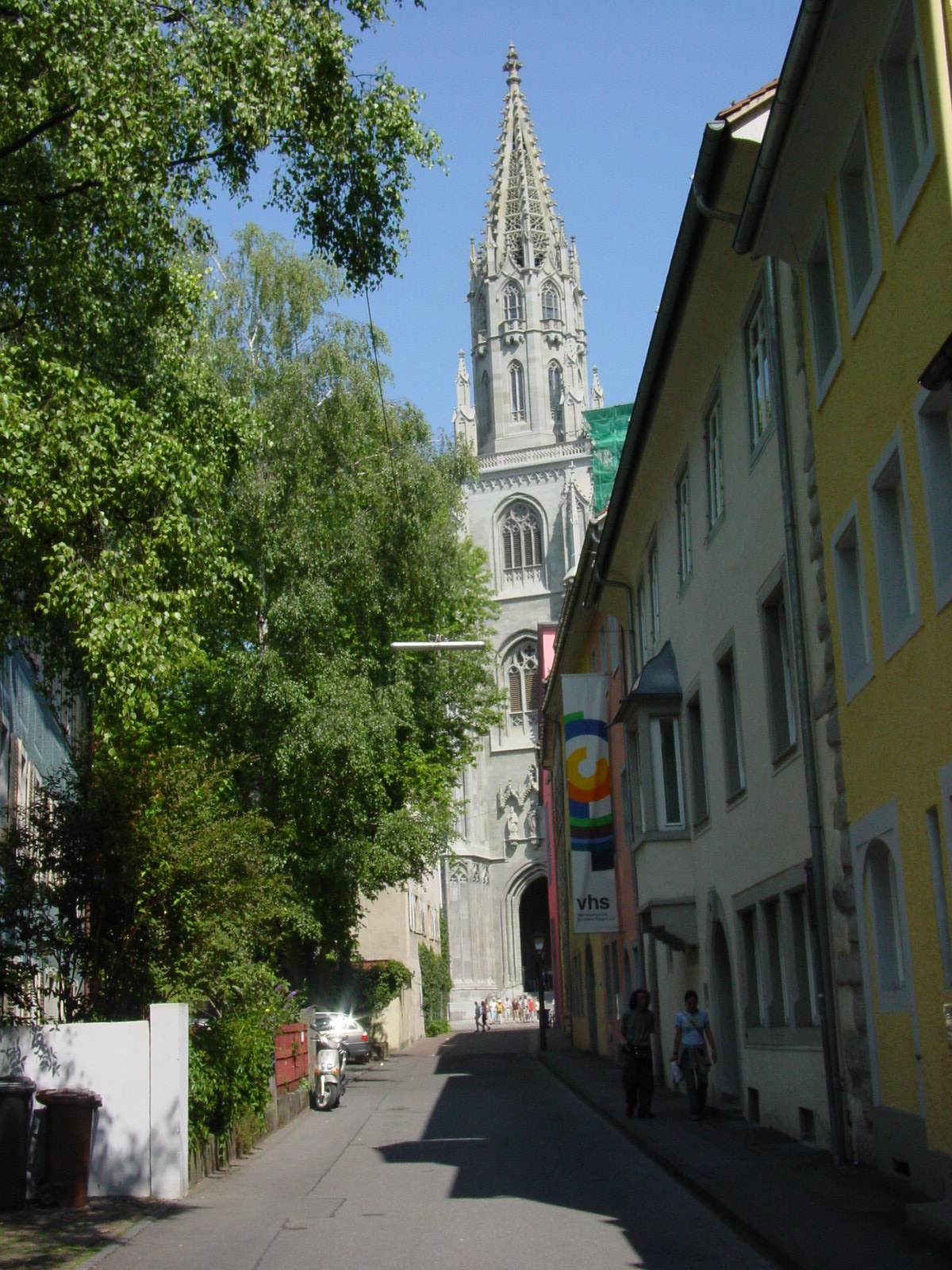
Wieża katedry
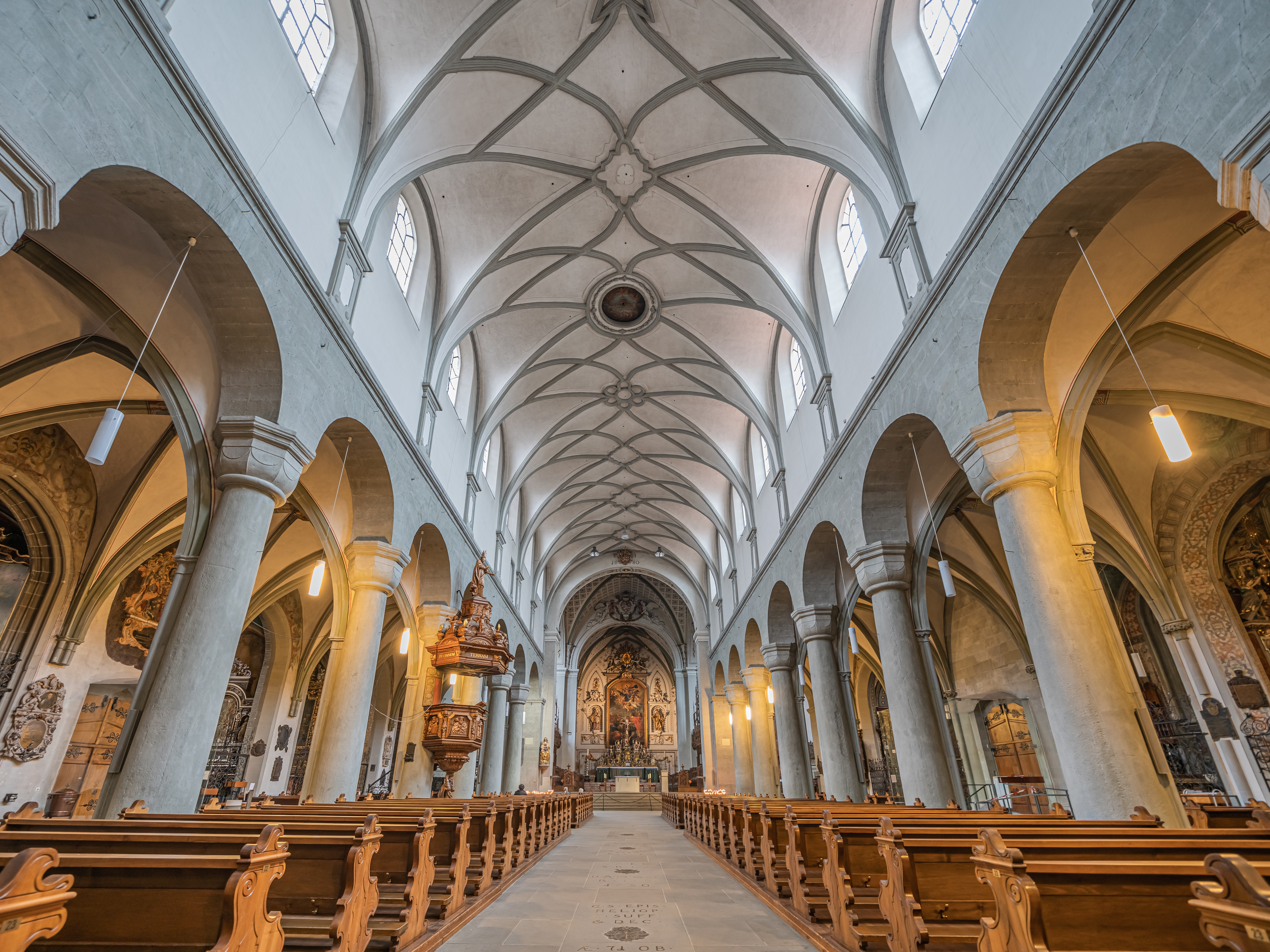
Wnętrze katedry
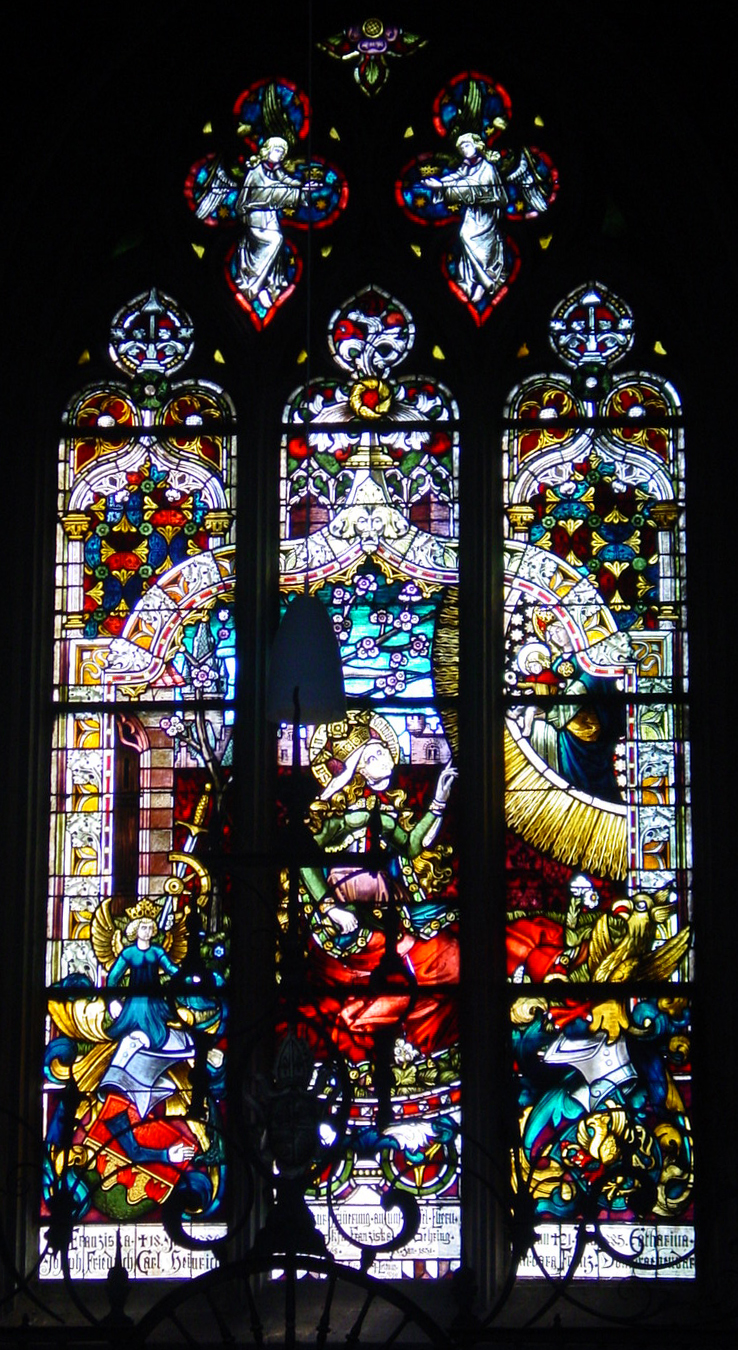
Witraż w katedrze
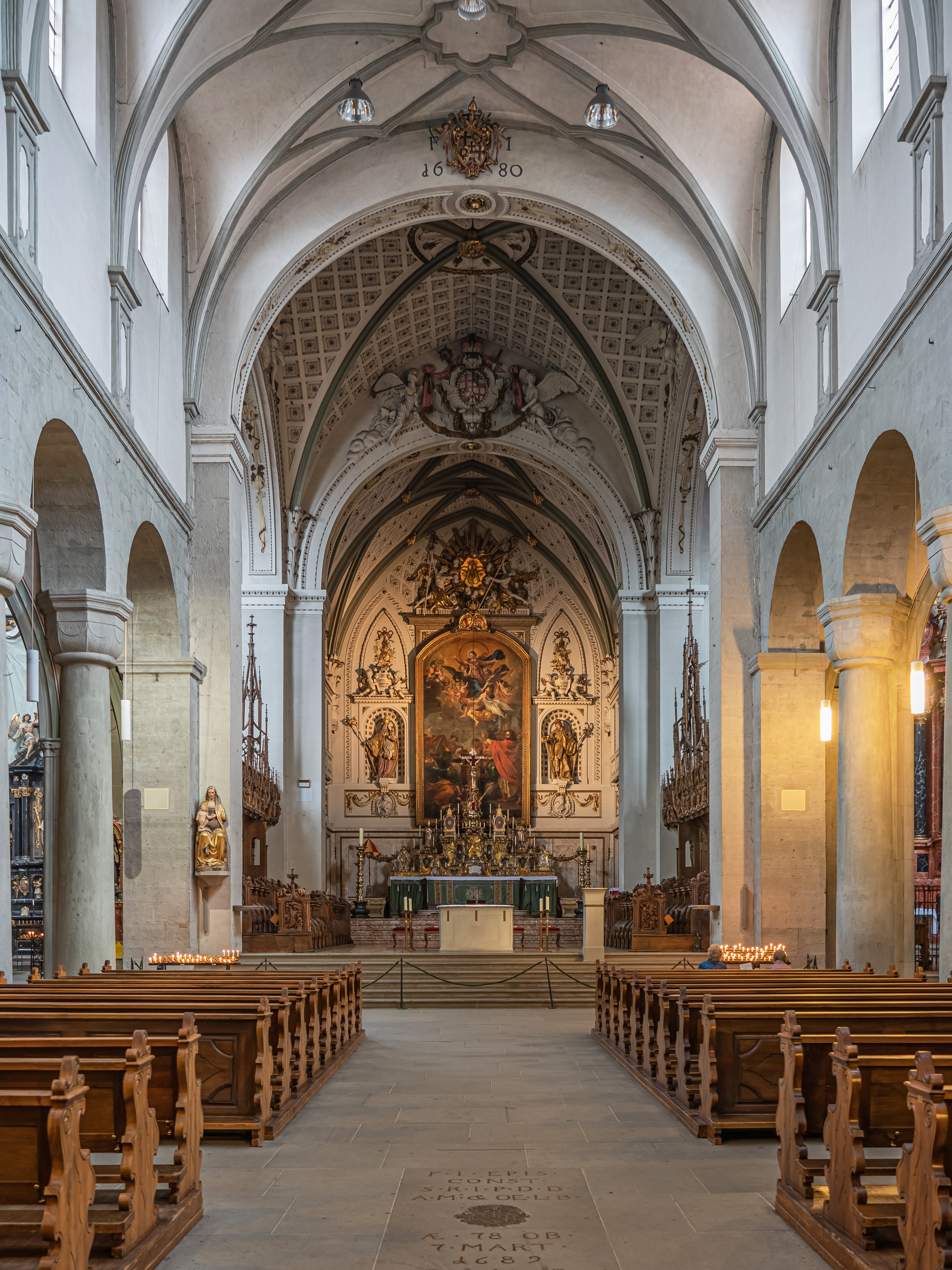
Ołtarz
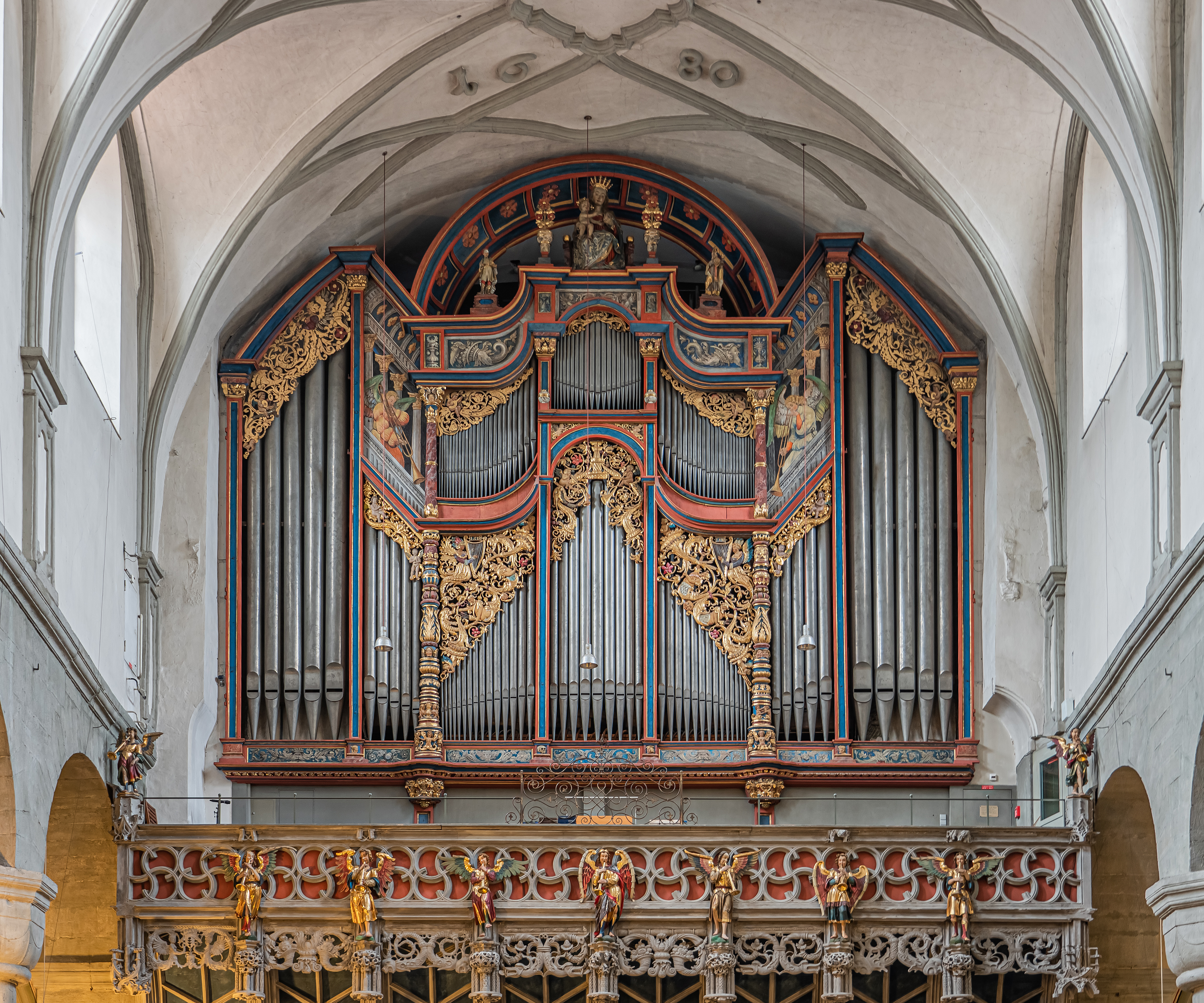
Organy
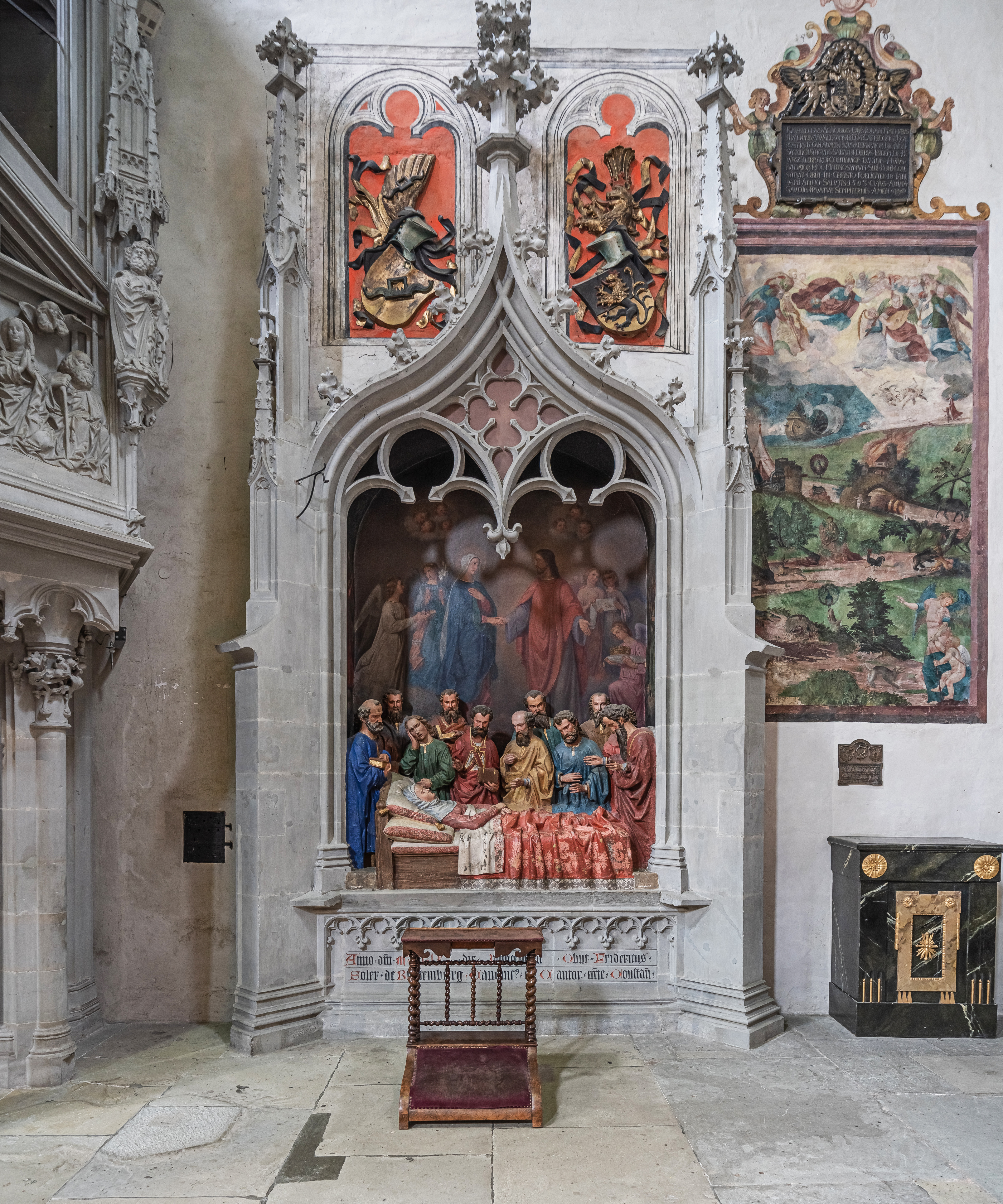
Wnętrze katedry
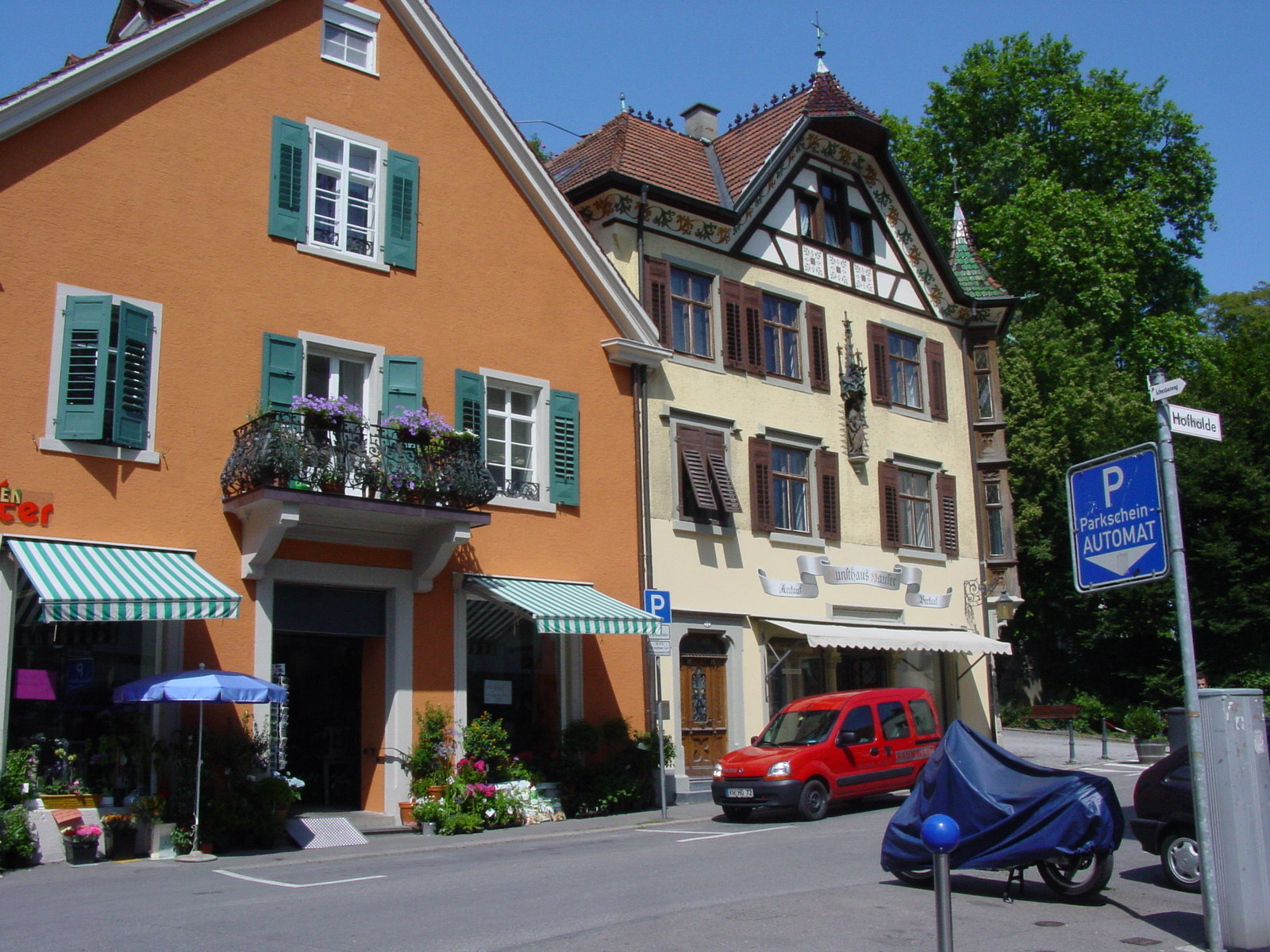
Stare miasto
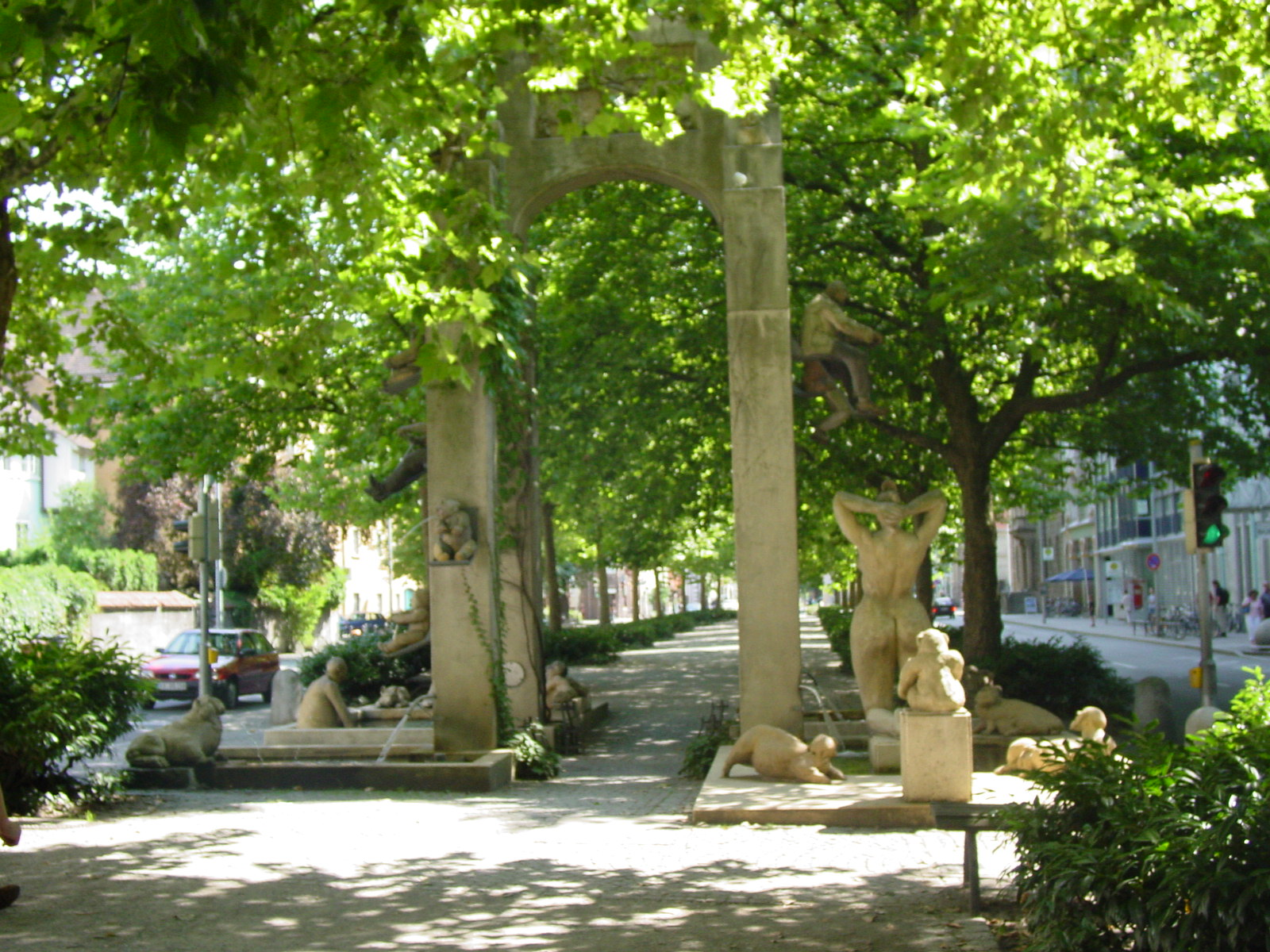
Nowoczesne rzeźby
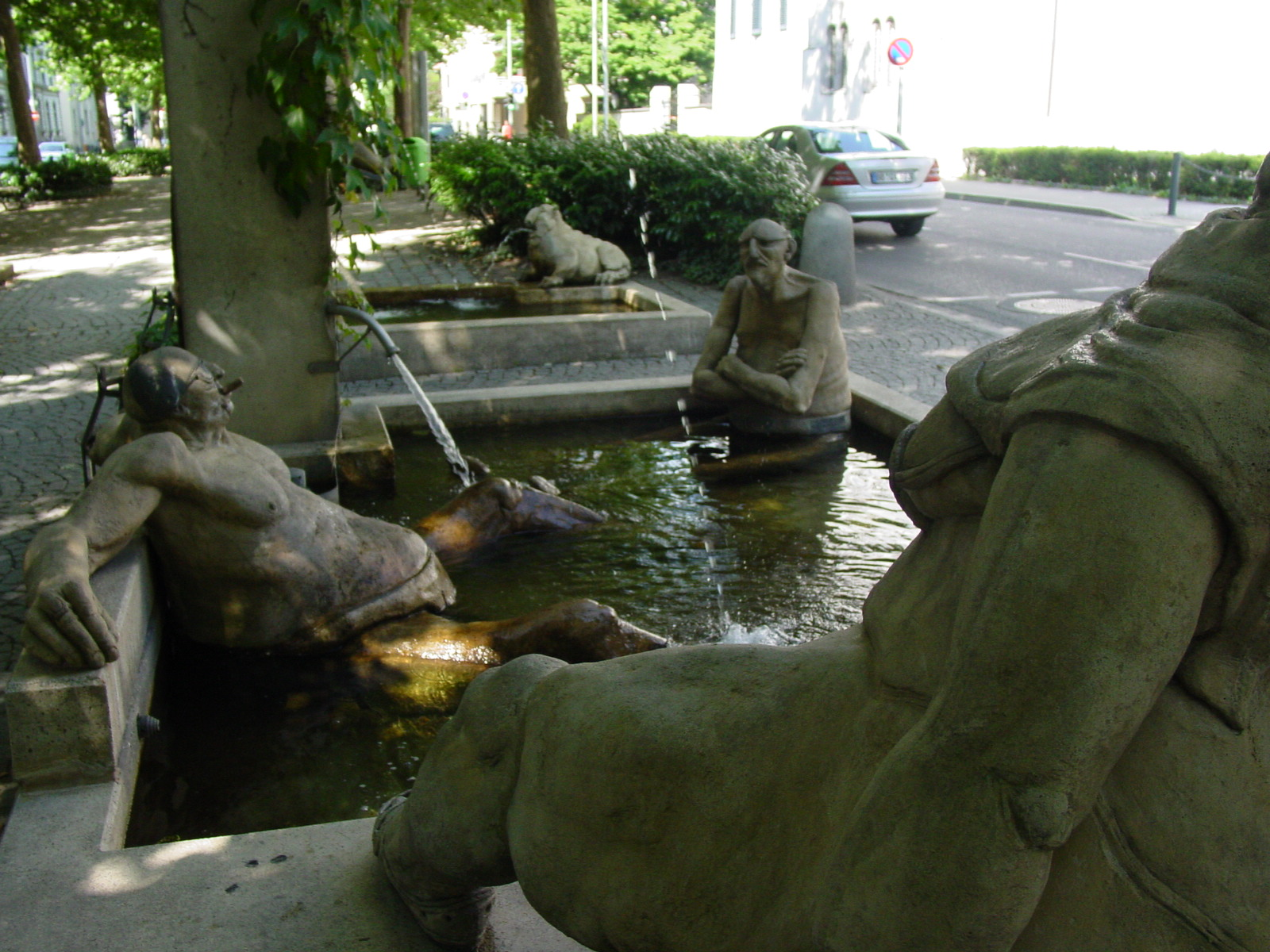
Nowoczesne rzeźby
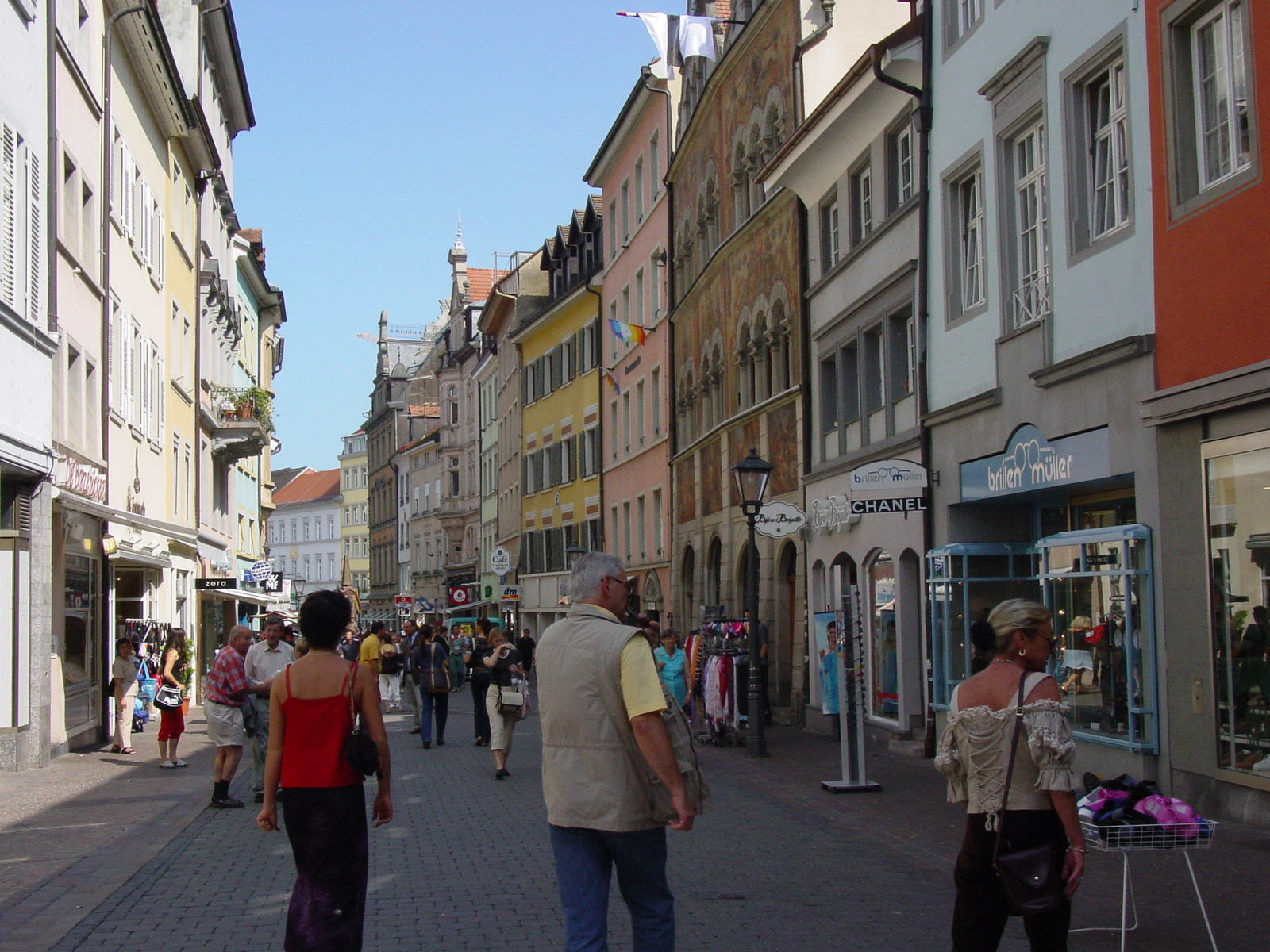
Stare miasto
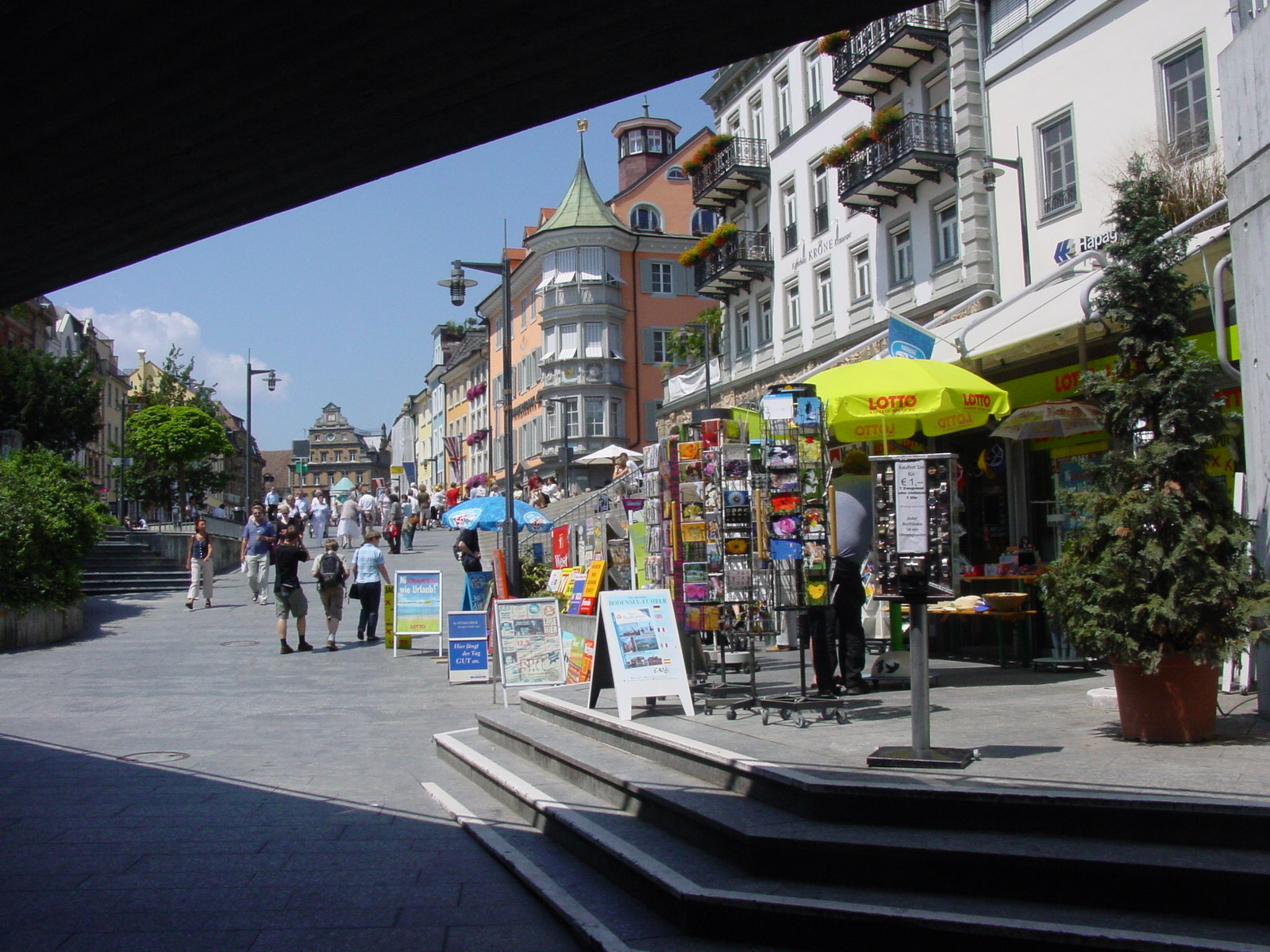
Stare miasto
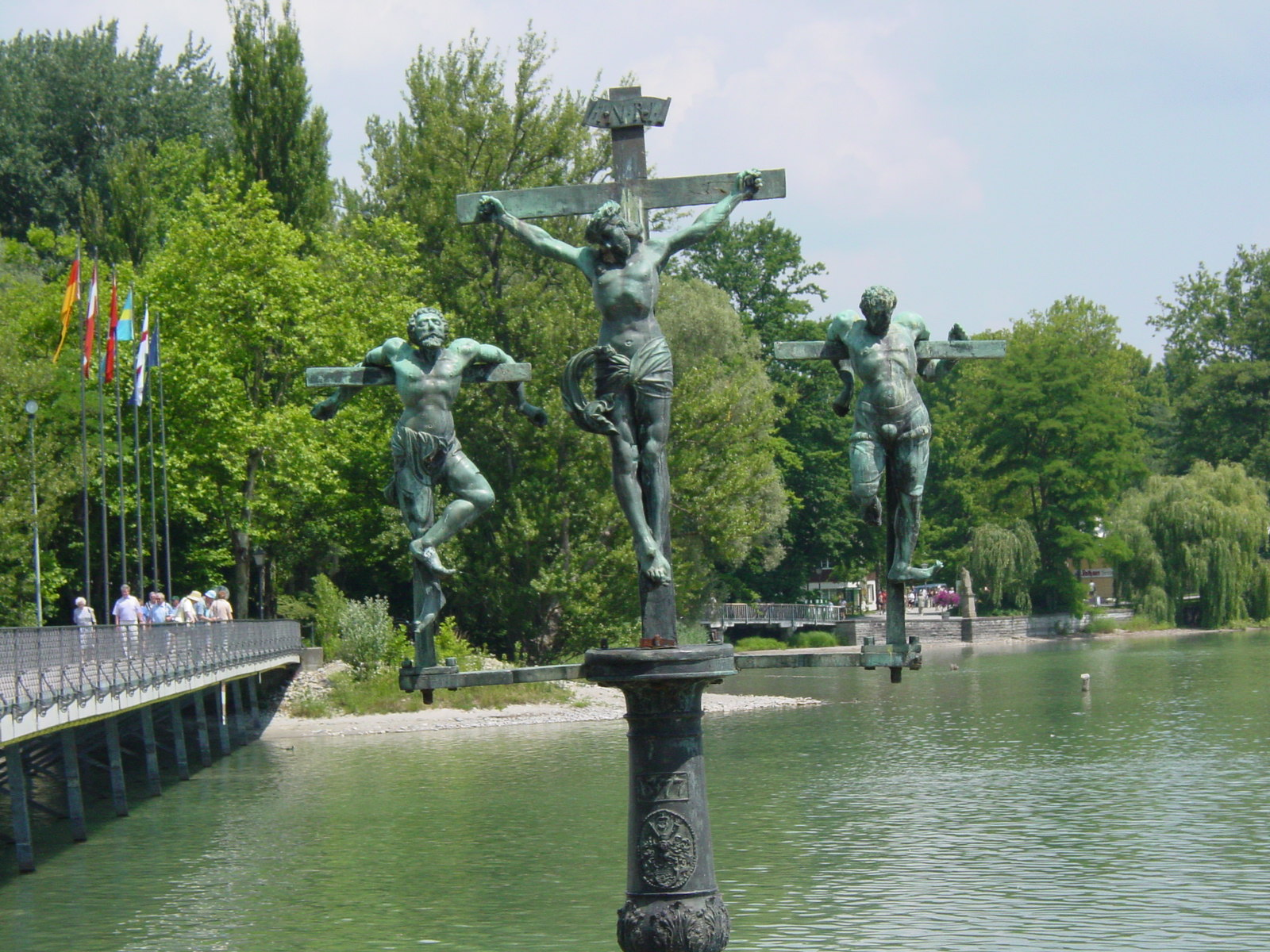
Krucyfiks przed mostem na wyspę Mainau
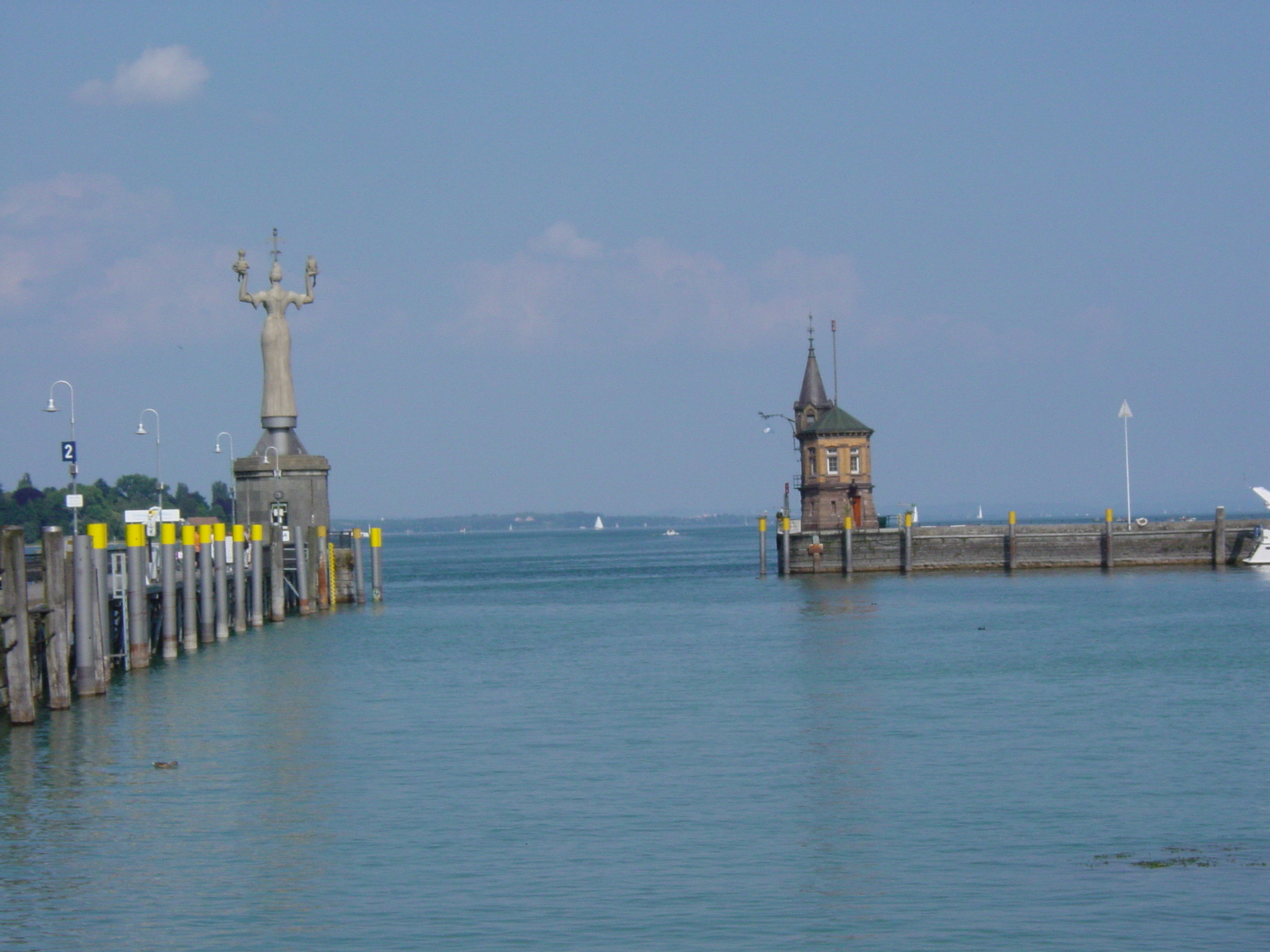
Jezioro Bodeńskie – port
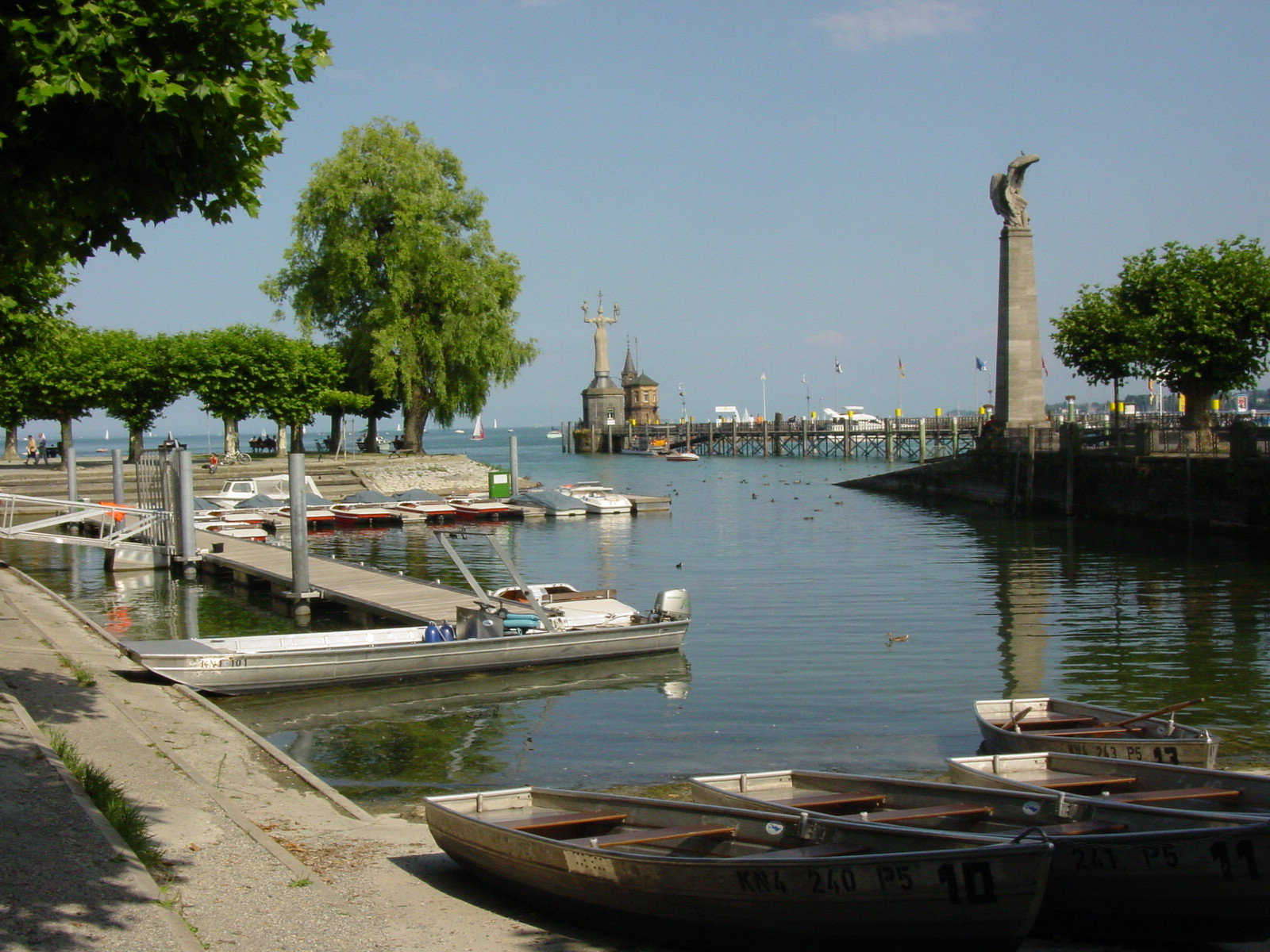
Jezioro Bodeńskie – port